# 良丰街道
良丰街道是中华人民共和国广西壮族自治区桂林市雁山区下辖的一个街道。

## 行政区划
良丰街道下辖以下地区：
虚拟。